# Kamil Kacprzak
Kamil Kacprzak (ur. 20 marca 1984 w Ozorkowie) – polski siatkarz, grający na pozycji przyjmującego. Były reprezentant Polski kadetów i juniorów.
Karierę siatkarską rozpoczął w Ozorkowie pod okiem Henryka Domalążka.
Uczył się w Szkole Mistrzostwa Sportowego, był w reprezentacji kadetów na mistrzostwach Europy w Libercu.
Ukończył studia na Uniwersytecie Łódzkim, zdobywając tytuł magistra wychowania fizycznego.

## Sukcesy klubowe
Mistrzostwo I ligi:
- 2012

## Sukcesy reprezentacyjne
Mistrzostwa Europy Kadetów:
- 2001